# Lia Lungu
Lia Lungu (n. 3 august 1953, Baru, România) este o interpretă de folclor tradițional, ale cărei performanțe sunt recunoscute pe plan internațional. Sacrul, din milenara cultură țărănească, l-a transformat în crez artistic, prin exprimarea tradițiilor românești la nivelul scenei, într-un spectacol de rituale.
Artist profesionist, a fost solistă vocală a Ansamblului Profesionist Banatul din Timișoara și cântăreață în corul Operei Naționale din Timișoara. Pe lângă cariera artistică, din țară și din străinătate, Lia Lungu este și ziaristă a presei româno-americane.
S-a implicat în acțiuni umanitare, în țară și în America, prin concerte donate copiilor orfani sau celor cu afecțiuni de leucemie, precum și nenumărate concerte în beneficiul comunității româno-americane pentru conservarea sau construirea lăcașurilor de cult ortodox pe teritoriul Americii.
A primit premii naționale și internaționale.

## Biografie
Lia Marcela Lungu, fiica lui Nicolae Lungu și a Dorinei, și-a petrecut copilăria în Banat, la Domașnea, Caraș-Severin zona de proveniență a tatălui său cât și în Transilvania, la Baru-Hunedoara, locul de naștere al mamei Dorina.
În “Interviu neconvențional cu Lia Lungu” din 2009, mediat de jurnalistul australian George Roca, vorbește despre lumea mirifică a satului bănățean.
Studiile liceale și artistice le-a făcut după cum urmează: Liceul Nr. 2 (Pedagogic) din Caransebeș, Școala de Artă din Timișoara, apoi Facultatea de Jurnalism și Relații Publice Universitatea Spiru Haret din București. Prin concurs, devine solistă vocală la ansamblul profesionist de cântece și dansuri Timișoara. În anul 1975, se căsătorește cu inginerul Tantu Ioan, de care divorțează în anul 1997. Pentru scurt timp, a fost solistă vocală la “Doina Banatului” din Caransebeș.
La data de 16 aprilie 1982, naște pe fiul său, Tudor. În urma unui concurs artistic devine cântăreață în corul 
Operei Române Timișoara. În decembrie 1989, participă la Revoluția de la Timișoara și cântă în balconul operei.
După Revoluție pleacă în turneu în America și Canada, hotărând să rămână în Statele Unite (1991). În 1992, înființează "Clubul Artelor Balada" din New York, pe care îl conduce până în 2001. În paralel, devine corespondent al ziarului Meridianul Românesc din USA, iar din anul 2006 lucrează și la ziarul “Ziua USA” din New York. 
Primele înregistrări le-a făcut la Radio Timișoara, în 1974, cu orchestra Banatul, dirijată de Gelu Stan. Începând cu următorul an, a fost invitată să înregistreze la Radio București cu Orchestra Radiodifuziunii Române sub bagheta dirijorilor: George Vancu, Achim Penda, Paraschiv Oprea, Constantin Arvinte și a continuat până la recentele înregistrări din noiembrie 2009 cu orchestra “Radio România”, condusă de Aurel Grigoraș. A înregistrat cu Casa de discuri Electrecord, începând din anul 1979.

## Discografie

### Albume
- 1977 - Interpreți Din Banat[5]
- 1980 - Pe Drumul Banatului[6]
- 1986 - Fata Mândră Din Banat[7]
- 1991 - Câte stele-s pe Banat[8]
- 1998 - Poți Ocoli Tot Pământul[9]
- 1999 - Meet Romania - Famous Songs From Banat County[10]
- 2002 - Eastern Rituals - A colection of world music, arranged by Dinu Ghezzo[11]
- 2006 - Romanian Christmas Carrols - Arranged/Composed by Romolus Cruceanu

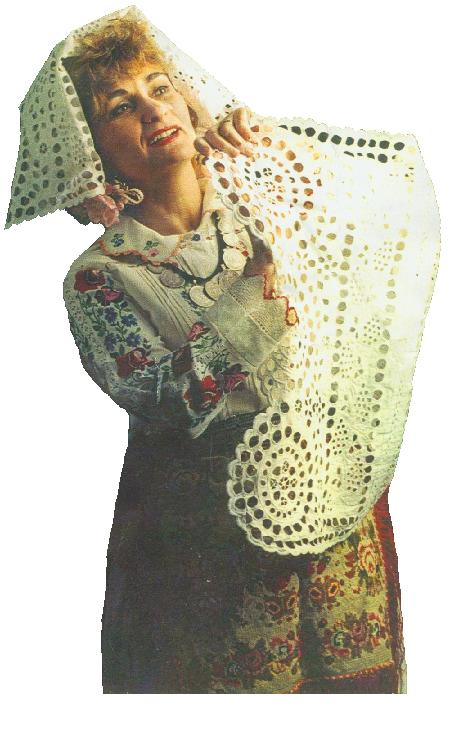
Lia Lungu, circa 2003

De-a lungul carierei  artistice a făcut turnee în țară și străinătate atât cu Ansamblul Banatul, cât și cu Opera Româna Timișoara; a avut de asemenea invitații individuale la Festivaluri internaționale sau cu NYU New – York

### Turnee
- 1973 - Turneu oficial în Iugoslavia
- 1974 - Turneu oficial Cuba
- 1974 - Turneu în Spania, Elveția, Canada, Yugoslavia
- 1979 - Turneu în Austria, Germania, Belgia, Olanda, Luxemburg cu opera - Nabucco by G. Verdi
- 1980 - Turneu în Austria, Germania, Belgia, Olanda, Luxemburg cu opera – Hasel & Gretel by Humperdinck
- 1983 - Turneu individual în Iugosalvia, Ungaria
- 1989 - Turneu în Turcia
- 1990 - Turneu în Iugoslavia
- 1991 - Turneu  în Canada, Statele Unite

După stabilirea în Statele Unite, se reîntoarce în țară atât pentru spectacole individuale cât și împreuna cu Ansamblul de Muzică Contemporană New York University, dirijor Dinu Ghezzo, având turnee și în Canada, Ungaria, Olanda, România, cu NYU New York, cât și invitații individuale.
Între spectacolele care i-au adus recunoașterea de către guvernul Statelor Unite și acordarea cetățeniei americane ca artist stabilit în America - "Alien with Extraordinary Ability".

## Spectacole
- Cornell University,1994
- Massachusetts Institute of Technology,1996
- Lincoln Center, 1996, 2001
- Opera Nationala-Timisoara, 1998
- Filarmonica - Banatul, 1999
- Symphoniy Space – Broadway ,
- Lowes Theatre, 1995, 1996, 1997, 2000, 2001
- Central Park, 2004, 2005, 2006, 2007[12][13]
- Assembly Hall – ONU, 1999, 2003, 2006
- Actor’s Place 1996
- Carnegie Hall, Decembrie 18, 2005
- NYU Musical Theatre, 2000, 2001, 2002, 2007[14]
- Teatrul de Vara-Mamaia, 2006,2008
- Sala Palatului-Bucuresti,1988,(...)2008
- Teatrul National-Craiova, 1982(...)2009
- 6 Avenue Of America -Internationale Day...2008
- Spectacolul Natiunilor -  Fox5  New York - 2010
- Sala Palatului Bucuresti - Concert de Colinde- 2010
- Hamilton, Ontario "Riual de Sanziene"- 2011
- Romanian at Brodway - Manhattan New York- 2011
- Peace Vigil - UN Concert at Central Park New York - 2011
- Romanian Christmas Carols- Queens Library New York- 2011
- New American Program at Easter European Traditional Ridgewood New York- 2012
- Sala Radio Romania - Concert Aniversar LIA LUNGU - 2013
- Paris Cartierul Latin - Concert Traditional Romanesc- 2013
- Jarvis Center Manhattan NY/ Book Fest America - Cantari Lumesti - 2014
- Eurofest Montreal Canada - Sostice Rituals - 2014
- River to River Manhattan New York - 2014
- Concert Eminescu - Bucuresti  - 2015
- Gala UARF Bucuresti - 2015
- Socrates Sculpture Park, Queens- 2021

Presa din România și străinătate a scris despre spectacolele ei. Interviuri în ziare și la canalele de televiziune, dintre care amintim: Adevărul, Jurnalul Național, Televiziunea Națională, Antena, ProTV, OTV, Favorit TV, etc. dar și pe canalul American de cultură PBS 13:
În anul 1998, în sala Operei Naționale Timișoara, face primul spectacol de gen Umanitar din țară, pentru copiii orfani de la Casa Copiilor „Sfântul Nicolae”. Spectacolul se numea „Toată Lumea-i Dintr-un Neam”. Cu acest prilej i se acorda Diploma de Onoare a Orașului Timișoara de către primarul Timișoarei, Gh. Ciuhandu.
În anul 2000 susține un Concert pentru strângerea de fonduri necesare reamenajării bisericii din Philadelphia, donația reginei Maria a României, concert de binefacere.
La Las Vegas, în anul 2007, la inițiativa Liei Roberts, se pune piatra de temelie a primului așezământ Ortodox și al unui centru cultural românesc în statul Nevada, unde este invitată să își aducă contribuția artistică.
În 2008 este invitată în Concertul Națiunilor de pe Avenue of America la FOX 5 din New York. Spectacolul de la Carnegie Hall din anul 2005, a fost în favoarea copiilor bolnavi de leucemie.
A lucrat ca voluntară la remedierea efectelor tragediei de la 11 Septembrie de la WTC, din New York, înscriind numele României în Cartea de Aur a Voluntarilor. Aceasta a strâns fonduri pentru reamenajarea bisericii ortodoxe din Philadelphia.
De-a lungul carierei artistice, a  cântat în mai mult de 10.000 de spectacole, între care peste 450 pentru publicul american, canadian, german, olandez, sud-american.
Spectacolul „De viață, de dragoste, de moarte” este o înaltă creație a spiritului culturii țărănești din Transilvania și Banat. În presa româno-americană, a publicat în cei 15 ani de activitate jurnalistică, sute de articole despre cultura românească, interviuri cu personalități culturale și politice, cu președinți de stat dar și despre problemele oamenilor obișnuiți. A făcut parte din  grupul de ziariști acreditați la Casa Albă cu prilejul  întâlnirilor la nivel înalt. A contribuit prin acțiuni culturale și articole în presa româno-americană pentru intrarea României în NATO.
A fost aleasă de comunitatea româno-americană să candideze pentru un loc de Deputat în Parlamentul României în 2008, dar a renunțat. Are un fiu Tudor-Marcel. Este separată în căsnicie.
În noiembrie 2009, la București, a fost nominalizată în cadrul Galei Umanității și a primit „Trofeul Umanității” pentru activitatea cultural-artistică și expunerea României în lume.
La data de 20 decembrie 2009, în cadrul Galei „Femei de Succes” a cărei inițiatoare și prezentatoare este Mihaela Șerban, i s-a conferit trofeul „Femeia anului 2009”.

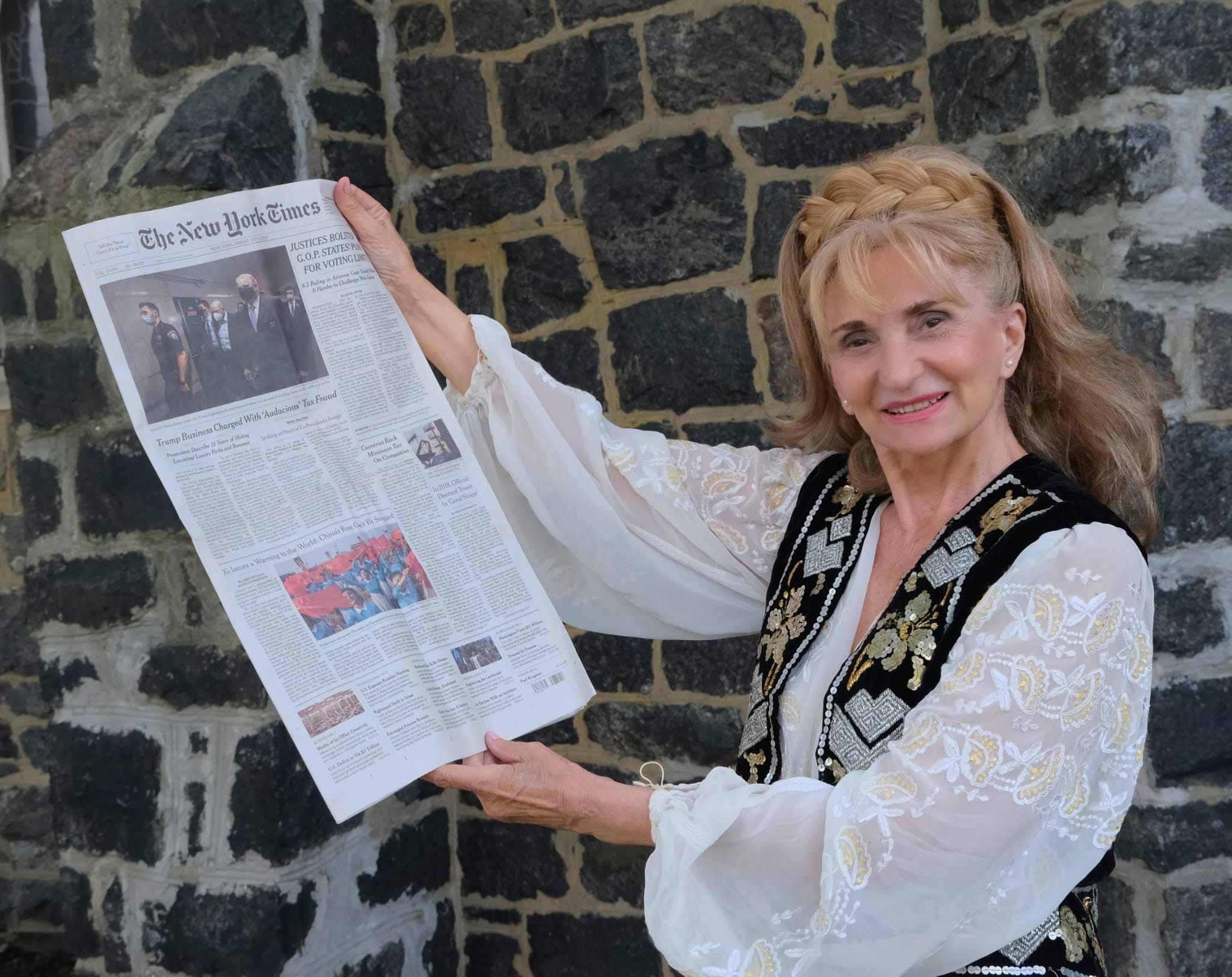
Artista Lia Lungu prezentând prima pagină din ziarul New York Times în care se prezintă în rezumat articolul de la pagina C12.

Pe 2 iulie 2021, Lia Lungu a apărut pe prima pagină a prestigiosului jurnal american New York Times, iar pe pagina C12 într-un articol de jumătate de pagină dedicat  recentelor sale  spectacole muzicale integrate într-un festival de artă, în Socrates sculpture Park, Queens.

### Interviuri
- Lia Lungu duce folclorul românesc pe Broadway, 11 octombrie 2011, Andreea Marinescu, Adevărul